# داون أندر 2012
داون أندر 2012 (بالإنجليزية: 2012 Tour Down Under)‏ هو سباق دراجات هوائية أقيم بتاريخ 17–22 يناير 2012، تكون السباق من 6 مراحل وامتدّ لمسافة 803. 3 كم بسرعة 38.676 كم/س، استغرق السباق 20 ساعة 46 دقيقة 12 ثانية. فاز به الأسترالي سيمون جيرانس وحلّ ثانيا أليخاندرو بالبيردي.

## الترتيب
| م                     | الدرّاج             | البلد    | الزمن                     |
| --------------------- | ------------------ | -------- | ------------------------- |
| الفائز بالترتيب العام | سيمون جيرانس       | أستراليا | 20 ساعة 46 دقيقة 12 ثانية |
| الثاني                | أليخاندرو بالبيردي | إسبانيا  |                           |
| التسلق                | روهان دنيس         | أستراليا | -                         |
| أفضل شاب              | روهان دنيس         | أستراليا | -                         |

## روابط خارجية
- داون أندر 2012 على موقع إحصائيات الدراجات الإحترافية (الإنجليزية)